# Graudenzerpoort
De Graudenzerpoort (Pools: Brama Grudziadzka, Duits: Graudenzer Tor) is een stadspoort in de Poolse stad Chełmno nad Wisłą (Duits: Kulm). De gotische poort is een voorbeeld van baksteengotiek en staat op deze plek sinds medio 13e eeuw, werd uitgebreid in de 14e eeuw en verbouwd in de stijl van het maniërisme in 1620, het dak van de kapel werd in een Nederlandse werkplaats in Gdańsk vervaardigd op de eerste verdieping kwam een kapel, waardoor het gebouw een poortkerk werd. De kapel is gewijd aan Maria. De poort maakte onderdeel uit van de stadsmuur van Chełmno nad Wisłą. De stad beschikte over meerdere stadspoorten. De Graudenzerpoort bestaat uit twee verdiepingen. Aan de voorzijde van de poortkerk is in een nis op de poort, een beeldhouwwerk van een Piëta te vinden, aan de stadzijde een uurwerk. Eerder werd de nis met het beeldhouwwerk ook omgeven door een fresco van een baldakijn.

## Afbeeldingen

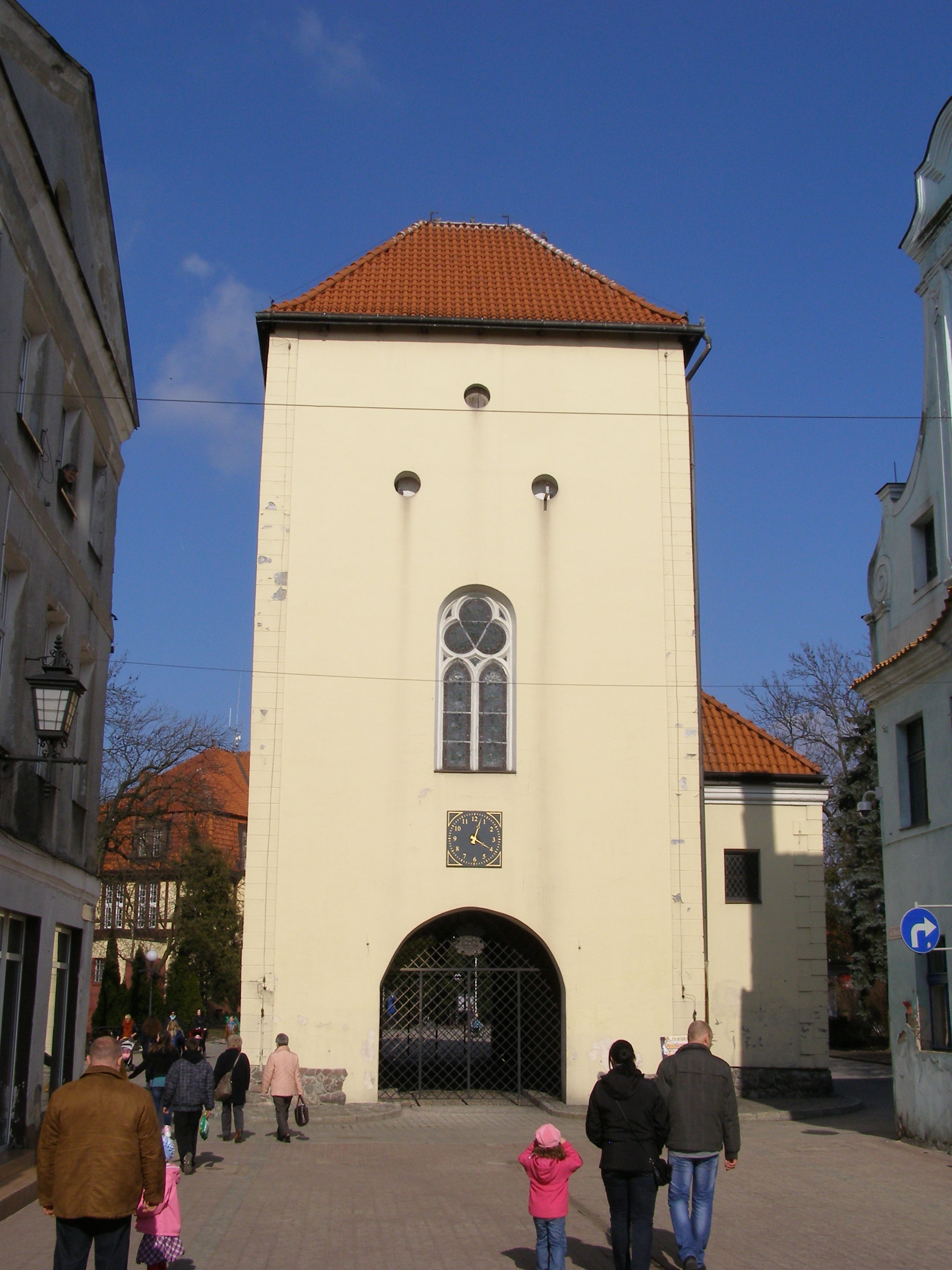
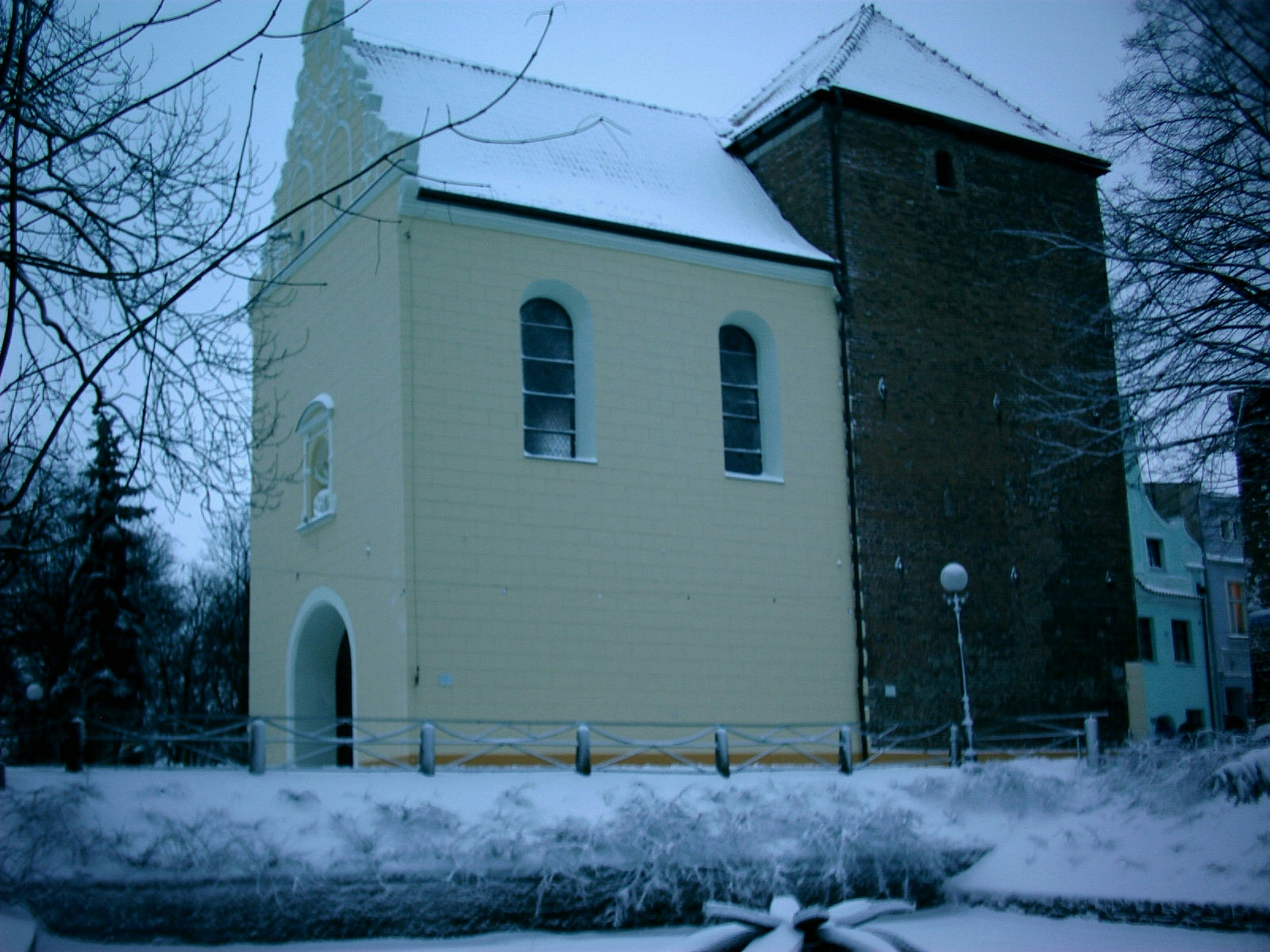
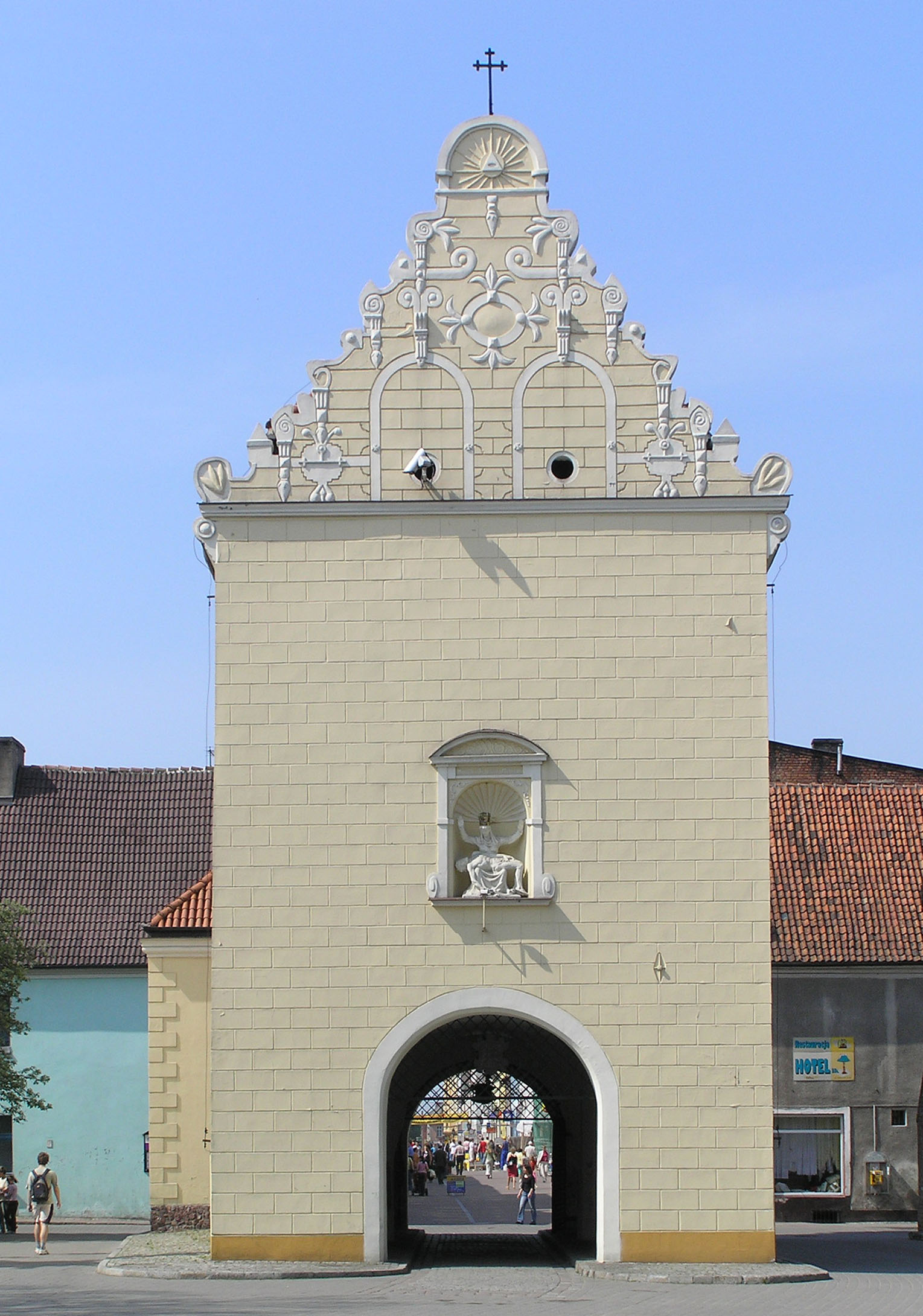
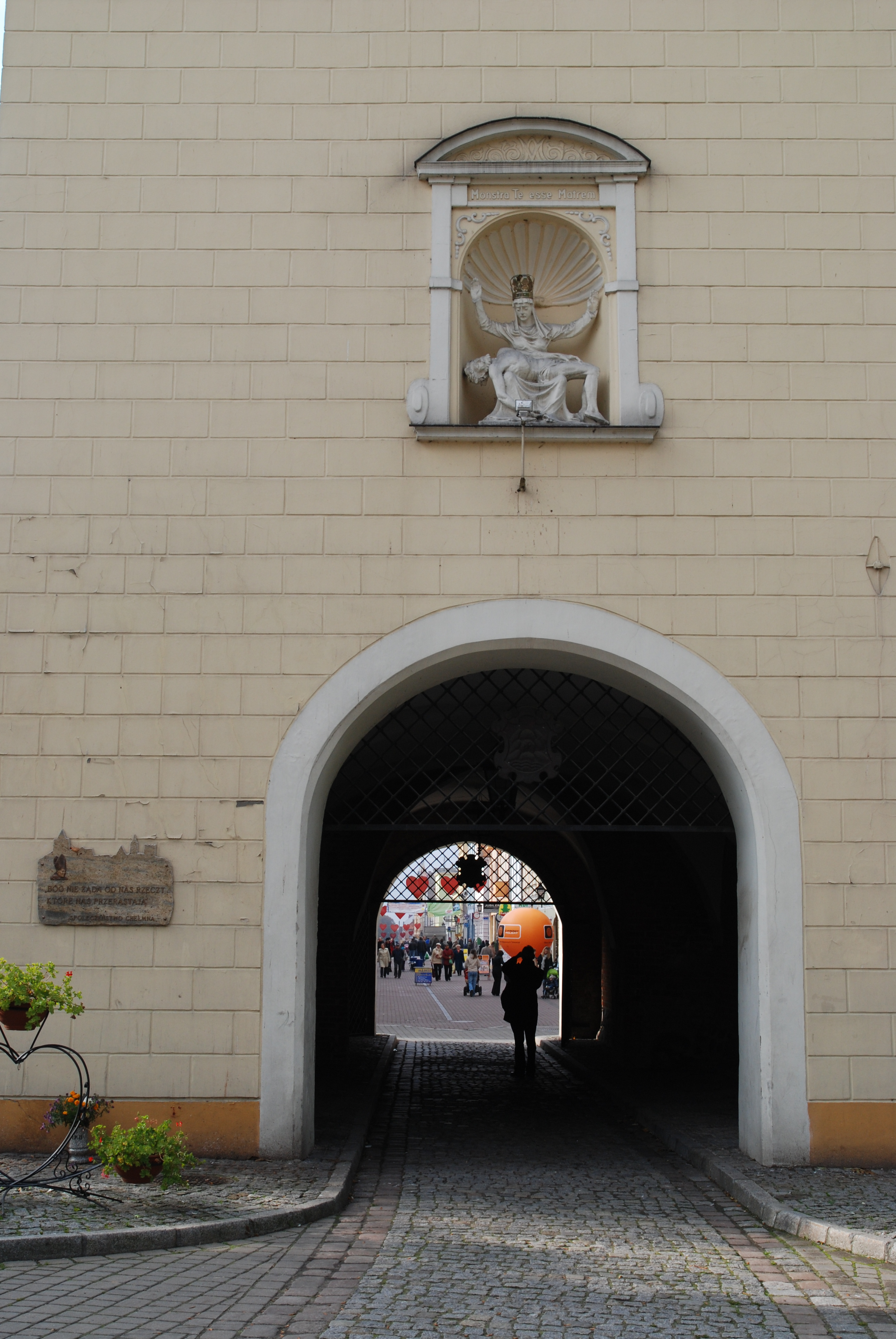
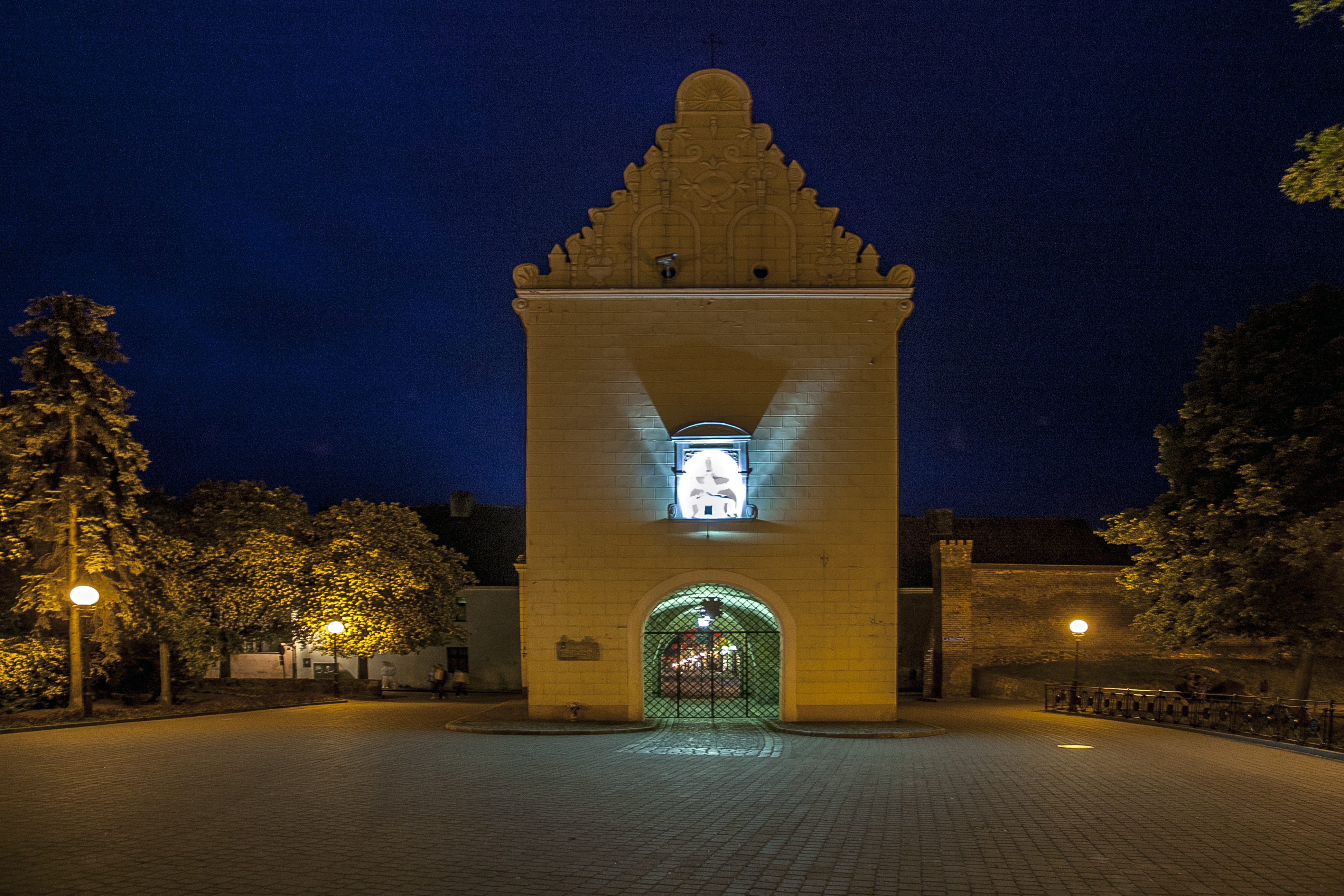
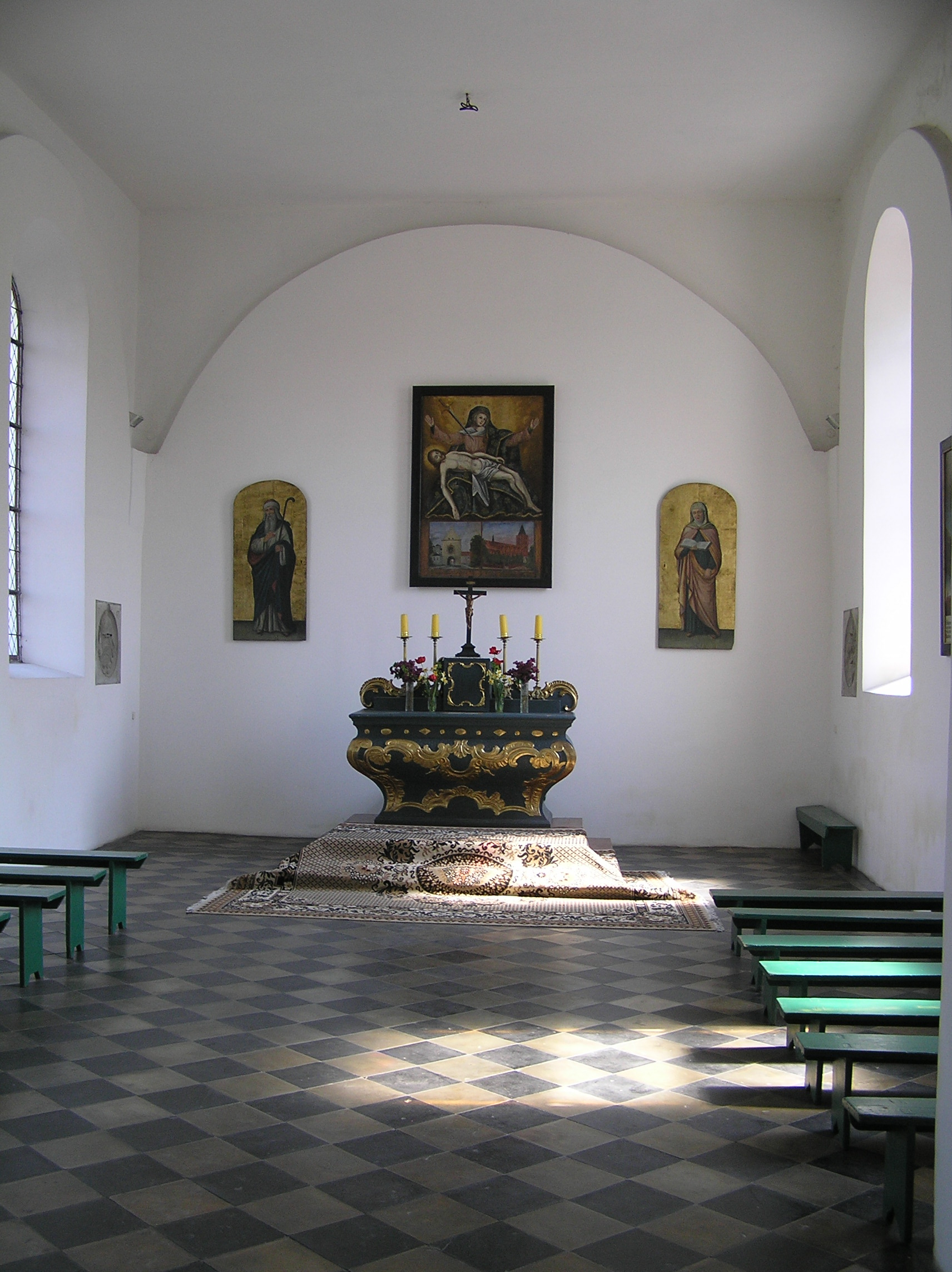